# Marta García Gómez
Marta Miriam García Gómez (Madrid, 11 de diciembre de 1961-Ibidem, 21 de noviembre de 2013) fue una actriz de doblaje, locutora de publicidad y presentadora de televisión española.

## Biografía
Licenciada en Ciencias de la Información, rama de Periodismo por la Facultad de Ciencias de la Información (Universidad Complutense de Madrid), comenzó a desarrollar su carrera profesional en 1981; primero en Los 40 Principales y después en Radio 80. En la emisora, comenzó trabajando en espacios deportivos, para posteriormente incorporarse a espacios de información general.
En 1990 fue contratada por Televisión Española –con un contrato indefinido que pasó a fijo el 1 de junio de 2007– para ser presentadora de meteorología en los espacios informativos de las cadenas del grupo, junto con el jefe de área, José Antonio Maldonado, Paco Montesdeoca y Ana de Roque. Primero presentó El tiempo en el Telediario Fin de Semana y después pasó a La 2 Noticias Matinal, Telediario Matinal o Noticias de redacción en La 2, para después volver al Telediario Fin de Semana y el Telediario Matinal, turnándose con Ana de Roque, al mismo tiempo que realizaba suplencias en el Telediario 1, Telediario 2 o La 2 Noticias. Permaneció en este departamento 17 años, hasta 2007.
Paralelamente, compaginó el periodismo con su otra pasión: el doblaje y la locución, donde desarrolló su labor durante 36 años (1977-2013), participando en multitud de filmes y series de televisión, haciendo locuciones y doblajes en películas como Braveheart, Rompiendo las olas, Armageddon, Dos vidas en un instante, A dúo, Onegin: El rechazo, La cinta blanca o Starship Troopers y en series de televisión como Las gemelas de Sweet Valley, Blossom, ALF, Dinastía, Falcon Crest, Urgencias, Cheers, Sensación de vivir, Dexter, Ana de las Tejas Verdes, House, Crónicas vampíricas, Ley y orden, CSI: Crime Scene Investigation, o The Big Bang Theory, entre otras muchas, siendo la voz habitual en doblaje de Mayim Bialik, Gwyneth Paltrow, Claire Forlani y Jennifer Connelly. También en sus inicios probó suerte como actriz en la serie El mundo de Juan Lobón, pero la experiencia no la convenció y se centró finalmente en la locución y el doblaje.
Desde 2007 hasta 2013 trabaja en el departamento de promociones de RTVE, siendo la locutora promocional de La 2 y Clan.
El 21 de noviembre de 2013 a las 3 de la madrugada, fallece a causa de un cáncer.

## Vida privada
Fue hija de los también actores, Antolín García y Rosita Valero. Su compañero sentimental era el también actor de doblaje, José Antonio Ceinos.